# Marvin
Marvin ist ein männlicher, besonders im englischen Sprachraum verbreiteter Vorname.

## Herkunft und Bedeutung
Im englischen Sprachraum leitet sich „Marvin“ (auch Marvyn) aus dem alt-walisischen Wort „mer“ ab, was mit „bedeutend“, „hervorragend“ oder „besonders“ übersetzt werden kann. Aus dem gleichen Ursprung leitete sich auch das zeitgenössische englische Wort „marrow“ und der englische Familiennamen ‚Merfyn‘ ab.
Die nachträglich in den ursprünglich walisischen Namens hineininterpretierte Bedeutung im deutschen Sprachraum leitet sich aus dem althochdeutschen ‚mari‘ (berühmt/groß) und wini (Freund) her: der berühmte/große Freund.

## Verbreitung
Vor den 1980er Jahren war der Name Marvin in Deutschland ungebräuchlich. Seine Beliebtheit wuchs in den Achtzigern und Neunzigern, so dass er im Jahr 1998 unter den zehn meistvergebenen Vornamen war. Seitdem hat seine Beliebtheit wieder etwas nachgelassen.

## Namensträger

### Vorname
- Marvin Lee Aday (1947–2022), US-amerikanischer Rocksänger und Schauspieler, siehe Meat Loaf
- Marvin Angarita (* 1989), kolumbianischer Radrennfahrer
- Marvin Bower (1903–2003), US-amerikanischer Unternehmensberater
- Marvin Compper (* 1985), deutscher Fußballspieler
- Marvin Davis (1925–2004), US-amerikanischer Unternehmer
- Marvin Falcon (1935/36–2022), US-amerikanischer Gitarrist
- Marvin Friedrich (* 1995), deutscher Fußballspieler
- Marvin Gaye (1939–1984), US-amerikanischer Sänger
- Marvin Gille (* 1992), deutscher Handballspieler
- Marvin Hagle r (1954–2021), US-amerikanischer Boxer
- Marvin Holladay (* 1929),  US-amerikanischer Jazzmusiker und Musikethnologe
- Marvin Hamlisch (1944–2012), US-amerikanischer Komponist
- Marvin Harris (1927–2001), US-amerikanischer Anthropologe
- Marvin Hart (1876–1931), US-amerikanischer Boxer
- Marvin Jenkins (1932–2005), US-amerikanischer Musiker
- Marvin Kaplan (1927–2016), US-amerikanischer Schauspieler
- Marvin Martin (* 1988), französischer Fußballspieler
- Marvin Matip (* 1985), deutscher Fußballspieler
- Marvin Minsky (1927–2016), US-amerikanischer Kognitionswissenschaftler
- Marvin Schulz (* 1994), Politiker (CDU), Mitglied des Bundestages
- Marvin Schwäbe (* 1995), deutscher Fußballtorhüter
- Marvin Seidel (* 1995), deutscher Badmintonspieler
- Marvin Siebdrath (* 2003), deutscher Motorradrennfahrer
- Marvin „Boogaloo“ Smith (* 1948), US-amerikanischer Jazzmusiker
- Marvin Stefaniak (* 1995), deutscher Fußballspieler
- Marvin Torrentera (* 1971), mexikanischer Fußballschiedsrichterassistent
- Marvin Webb (* 1992), deutscher DJ und Musikproduzent
- Marvin Weinberger (* 1989), österreichischer Fußballspieler
- Marvin Wijks (1984–2025), niederländischer Fußballspieler
- Marvin Wildhage (* 1996), deutscher Moderator, Journalist und Webvideoproduzent

### Familienname
- Cal Marvin (1924–2004), US-amerikanischer Eishockeyspieler, -trainer und -manager
- Dudley Marvin (1786–1856), US-amerikanischer Politiker
- Francis Marvin (1828–1905), US-amerikanischer Politiker
- Frederick Marvin (1920–2017), US-amerikanischer Konzertpianist und Musikforscher
- Gigi Marvin (* 1987), US-amerikanische Eishockeyspielerin
- Ira Marvin (1929–2012), US-amerikanischer Kameramann und Filmproduzent
- James M. Marvin (1809–1901), US-amerikanischer Jurist und Politiker
- John Marvin (1927–1980), US-amerikanischer Segler
- Johnny Marvin (1897–1944), US-amerikanischer Musiker und Liedtexter
- Lee Marvin (1924–1987), US-amerikanischer Schauspieler
- Niki Marvin, US-amerikanische Filmproduzent
- Richard Marvin (Komponist), US-amerikanischer Filmkomponist
- Richard P. Marvin (1803–1892), US-amerikanischer Politiker
- Ursula B. Marvin (1921–2018), US-amerikanische Geologin
- William Marvin (1808–1902), US-amerikanischer Politiker

### Künstlername
- Hank Marvin (eigentlich Brian Robson Rankin; * 1941), britischer Gitarrist und Songschreiber
- Junior Marvin (eigentlich Donald Hanson Marvin Kerr Richards Jr.; * 1949), jamaikanischer Gitarrist und Sänger

## Varianten
- Merwin
- Marwin
- Marven
- Marvyn
- Merfyn
- Marvian
- Marvina

## Orte
- Marvin (North Carolina)
- Marvin (South Dakota)

## In Literatur und Kunst
- Marvin, der depressive Roboter
- Marvin, eine Schweizer Pop-Band
- Marvin der Marsmensch
- Marvin (Film), französischer Film von Anne Fontaine

## Sonstiges
- (4309) Marvin, ein Asteroid
- Marvin-Nunatak, Nunatak im Viktorialand, Antarktika
- Marvin (Schriftart), eine Schriftart (1969) von Michael Chave